# Channa cyanospilos
Channa cyanospilos es una especie de pez del género Channa, familia Channidae. Fue descrita científicamente por Bleeker en 1853.
Se distribuye por Asia: Sumatra e Indonesia. La longitud estándar (SL) es de 17,6 centímetros. Especie bentopelágica que habita en aguas dulces.
Está clasificada como una especie marina inofensiva para el ser humano.